# Pegomya japonica
Pegomya japonica är en tvåvingeart som beskrevs av Masayoshi Suwa 1974. Pegomya japonica ingår i släktet Pegomya och familjen blomsterflugor. Inga underarter finns listade i Catalogue of Life.